# Selim Palmgren
Selim Gustaf Adolf Palmgren (Pori, 16 febbraio 1878 – Helsinki, 13 dicembre 1951) è stato un compositore finlandese.
Allievo di Martin Wegelius, nel 1923 divenne docente a Rochester per poi essere professore di composizione all'Accademia Sibelius di Helsinki dal 1936 alla morte.
Musicò, tra le altre, l'opera di Josef Julius Wecksell Daniel Hjort.